# 61e régiment d'infanterie de marine
Pour l'unité soviétique, voir 61e brigade d'infanterie de marine. Pour les autres significations, voir 61e régiment.
Le 61e régiment d'infanterie de marine (ou 61e RIMa) est une unité de l'armée française.

## Historique
- 1er décembre 1958 : création du 61e régiment d'infanterie de marine, en Mauritanie, par changement d'appellation du 1er RTS[1]
- 28 février 1961 : dissolution[1].

## Drapeau du régiment
Il reprend les inscriptions du 1er RTS :
- Sénégal-Soudan 1890
- Dahomey 1892
- Côte d'Ivoire 1893-1895
- Madagascar 1895
- Congo-Tchad 1900
- 1904-1913
- Maroc 1908-1913
- Grande Guerre 1914-1918
- Guerre 1939-1945

## Traditions

### La fête des troupes de marine
Elle est célébrée à l'occasion de l'anniversaire des combats de BAZEILLES. Ce village qui a été 4 fois repris et abandonné sur ordres, les 31 août et le 1er septembre 1870.

### Et au Nom de Dieu, vive la coloniale
Les Marsouins et les Bigors ont pour saint patron Dieu lui-même. Ce cri de guerre termine les cérémonies intimes qui font partie de la vie des régiments. Son origine est une action de grâce du Révérend Père Charles de Foucauld, missionnaire, voyant arriver à son secours les unités coloniales un jour où il était en difficulté avec une tribu locale.

## Sources et bibliographie
- Les Troupes de Marine 1622-1984, Paris: Charles-Lavauzelle, 1986,  (ISBN 2-7025-0316-0 et 978-2-7025-0316-4).